# Knud Enemark Jensen
Knud Enemark Jensen (* 30. November 1936 in Aarhus; † 26. August 1960 in Rom) war ein dänischer Radrennfahrer.
Jensen trat erstmals 1959 in Erscheinung, als er in der Region Kopenhagen drei Rennen gewann. Er ließ sich dort nieder und heiratete die Nichte von Olympiasieger Henry Hansen. Im Rennen der UCI-Straßen-Weltmeisterschaften wurde er beim Sieg von Gustav-Adolf Schur Zehnter. Mit der Fyen Rundt gewann er 1960 eines der traditionsreichsten Radrennen in Dänemark.
1960 nahm er an den Meisterschaften der nordischen Länder teil, gewann mit dem dänischen Team die Silbermedaille im Mannschaftszeitfahren und qualifizierte sich somit für die Olympischen Sommerspiele 1960.
Das olympische Mannschaftszeitfahren in Rom fand bei hohen Temperaturen statt. Etwa 20 Kilometer vor dem Ziel erlitt Jensen einen Hitzschlag, stürzte vom Fahrrad und zog sich dabei eine Schädelfraktur zu. Er fiel ins Koma und starb kurz darauf in einem römischen Krankenhaus. Eine Autopsie ergab, dass er verschiedene Amphetamine zu sich genommen hatte. Der dänische Trainer sorgte für Aufsehen, als er zugab, den Fahrern Roniacol gegeben zu haben, einen amphetamin-ähnlichen Vasodilatator; später zog er diese Aussage jedoch zurück.
Zwar wird im medizinischen Abschlussbericht die Einnahme von Dopingmitteln nicht erwähnt, doch führte Jensens Tod dazu, dass das Internationale Olympische Komitee eine medizinische Kommission einsetzte und 1967 die Durchführung von Dopingtests beschloss.